# Petra Olli
Petra Maarit Olli (Lappajärvi, 5 giugno 1994) è una lottatrice finlandese, specializzata nella lotta libera, campionessa del mondo nel 2018 e due volte campionessa europea (2016, 2018).

## Carriera
Petra Olli, vincendo la medaglia d'argento ai campionati mondiali di Las Vegas 2015 nei 58 kg, è diventata la prima lottatrice finlandese donna a riuscire a conquistare una medaglia in questa competizione. In seguito si è laureata campionessa europea a Riga 2016 nella categoria 60 kg, e ha poi preso parte alle Olimpiadi di Rio de Janeiro 2016 dove è stata eliminata ai quarti di finale dalla kirghiza Aisuluu Tynybekova.
Ai campionati di Kaspijsk 2018 ha ottenuto il suo secondo titolo europeo, e cinque mesi dopo è diventata campionessa mondiale a Budapest 2018 nella categoria fino a 65 kg.

## Palmarès
- Mondiali

Las Vegas 2015: argento nei 58 kg.
Budapest 2018: oro nei 65 kg.
- Europei

Vantaa 2014: bronzo nei 58 kg.
Riga 2016: oro nei 60 kg.
Kaspijsk 2018: oro nei 65 kg.
Bucarest 2019: bronzo nei 65 kg.
- Giochi olimpici giovanili

Singapore 2010: bronzo nei 46 kg.